# Loulucoris kidoi
Loulucoris kidoi är en insektsart som beskrevs av Asquith 1995. Loulucoris kidoi ingår i släktet Loulucoris och familjen ängsskinnbaggar. Inga underarter finns listade i Catalogue of Life.